# Heinz Bühringer
Heinz Bühringer (* 5. Mai 1927 in Waiblingen; † 12. März 2016 ebenda) war ein deutscher Politiker der SPD.

## Ausbildung und Beruf
Heinz Bühringer war Sohn eines Gärtners. Nach dem Volksschulabschluss und dem Besuch des Gymnasiums wurde er zur Wehrmacht eingezogen und nahm 1943/44 als Flakhelfer und Fallschirmjäger am Zweiten Weltkrieg teil. Bei Kriegsende war er zu vierzig Prozent kriegsversehrt. Er bestand im Jahr 1946 das Abitur an der Oberschule, absolvierte anschließend eine Verwaltungslehre und bildete sich 1950/51 an der Verwaltungsschule fort. Danach arbeitete er im kommunalen Verwaltungsdienst.

## Politische Tätigkeit
Heinz Bühringer amtierte in den Jahren 1953 bis 1971 als Bürgermeister der Gemeinde Bittenfeld. Von 1971 bis 1984 war er Mitglied des Kreistages im Rems-Murr-Kreis und bis 1988 Ratsmitglied der Stadt Waiblingen.
Im Jahr 1959 trat Bühringer in die SPD ein und war von 1965 bis 1981 Mitglied im Landesvorstand der SPD Baden-Württemberg. Als Nachfolger von Walter Krause wurde er 1968 zum Landesvorsitzenden der SPD Baden-Württemberg gewählt. In dieser Funktion wurde er 1973 von Erhard Eppler abgelöst. Mit Heinz Bühringer als Landesvorsitzendem holte die SPD Baden-Württemberg bei der Landtagswahl 1972 mit 37,56 % das beste Ergebnis ihrer Geschichte.
Dem Landtag von Baden-Württemberg gehörte er von 1964 bis 1980 an. Hier war er von 1968 bis 1972 Vorsitzender der SPD-Fraktion und von 1972 bis 1976 stellvertretender Vorsitzender der SPD-Fraktion sowie Vorsitzender des Finanzausschusses.

## Sonstige Ämter, Ehrungen und Auszeichnungen
Heinz Bühringer war in den Jahren 1970 bis 1980 Direktor der Landesentwicklungsgesellschaft für Städtebau und Wohnungswesen mbH in Stuttgart. Des Weiteren fungierte er von 1970 bis 1995 als Verwaltungsratsvorsitzender des Süddeutschen Rundfunks.
Im Jahr 1976 erhielt er das Verdienstkreuz 1. Klasse der Bundesrepublik Deutschland und 1978 die Verdienstmedaille des Landes Baden-Württemberg. 1980 wurde ihm das Große Verdienstkreuz der Bundesrepublik Deutschland verliehen.